# Heinkel HD 30
Die Heinkel HD 30 war ein von den Heinkel-Werken in Warnemünde produziertes bordgestütztes Aufklärungsflugzeug. Das Kürzel HD steht für Heinkel-Doppeldecker.

## Entwicklung
1927 wurde von der Reichsmarine unter Umgehung der Bestimmungen des Versailler Vertrages ein geheimes Rüstungsprogramm zum Aufbau von Seefliegerkräften initiiert. Ein darin enthaltener Punkt sah die Entwicklung eines Flugzeugkatapults sowie zweier katapultierfähiger Flugzeugmuster vor. Geplant waren ein Flugboot zur Artilleriebeobachtung und ein Bordaufklärer, im damaligen Sprachgebrauch als Flottenerkunder bezeichnet. Für letzteren wurden ein Aktionsradius von 350 Seemeilen bei 2,5 Stunden Flugdauer und eine Seefähigkeit bis Seegang 4–5 gefordert. Die Bewaffnung sollte aus einem starren und zwei beweglichen Maschinengewehren bestehen. Die Heinkel-Werke in Warnemünde reagierten darauf mit dem Entwurf der HD 30, die aus Verschleierungsgründen offiziell als Hochsee-Sanitätsflugzeug, nutzbar für die Beförderung einer Person auf Krankentrage, deklariert wurde. Zu ihr in direkter Konkurrenz stand die bei Focke-Wulf in Bremen entwickelte W 4, ein freitragender, verspannungsloser Doppeldecker, der seinerseits aus Gründen der Geheimhaltung in Firmenprospekten als Post- und Kurierflugzeug für Seestrecken beworben wurde.
Der 1928 vollendete und als HD 30a bezeichnete erste Prototyp mit der Werknummer 288 wurde mit einem französischen Jupiter-Lizenzmotor ausgerüstet und, mit dem Kennzeichen D–1463 versehen, an die Erprobungsstelle See des Reichsverbands der deutschen Luftfahrtindustrie (RDL) nach Travemünde überstellt, um in die bereits laufende Erprobung des Katapults K 1 und des Flugboots HD 15, die als erste Punkte des Bauprogramms bereits im Vorjahr bei Heinkel fertiggestellt worden waren, eingegliedert zu werden. Im Ergebnis der Versuche wurden zur Erhöhung der Startmasse die unteren Tragflächen verlängert und an die Spannweite der oberen angeglichen. Auch wurde der französische Antrieb durch einen deutschen Jupiter-Lizenzmotor von Siemens-Halske ersetzt und die Bezeichnung in HD 30 B geändert. Die in Travemünde durchgeführten Tests, zu denen auch Katapultstarts mit dem K 1 gehörten, stimmten die Reichsmarine anfangs optimistisch, so dass der Chef der Marineleitung in einem am 29. November 1929 vorgelegten Fertigungsprogramm Marineluft einen Bedarf von 212 mit Jupiter-Triebwerken ausgerüsteten HD 30-Beobachtungsflugzeugen veranschlagte; hinzu kamen noch 50 Seeflugzeuge für Schulzwecke, die mit L-5-Reihenmotoren ausgestattet werden sollten.
Mit den beim ersten Prototyp durchgeführten Änderungen wurde noch eine zweite HE 30 B mit der Werknummer 405 gebaut. Sie wurde im Mai 1932 mit dem Kennzeichen D–2267 anfangs bei der Luftdienst GmbH zugelassen, aber im Oktober 1933 ebenfalls der Erprobungsstelle See in Travemünde zugeführt. 1934 wurde sie zur D–IKIK umregistriert. Mittlerweile hatte sich die Meinung der Marine zur HD 30 geändert. Die auf 2529 kg gestiegene Startmasse brachte das für maximal 2,5 t ausgelegte K 1 an die Grenze seine Belastungsfähigkeit. Zudem wurde die militärische Eignung der HD 30 zunehmend in Zweifel gezogen. So wurde von einer Serienproduktion letztendlich Abstand genommen. Auch dem Konkurrenzentwurf W 4 war kein Erfolg beschieden.

## Aufbau
Die HD 30 ist ein halbfreitragender, einstieliger Doppeldecker in Gemischtbauweise.
Rumpf
Der Rumpf besteht aus einem weitestgehend mit Stoff bespannten Stahlrohrfachwerk mit rechteckigem Querschnitt, gewölbten Rücken und einem in einer senkrechten Schneide auslaufenden Heck. Im Motorbereich bis hin zum Brandschott besteht die Verkleidung aus Duraluminiumblechen.
Tragwerk
Das Tragwerk besitzt keine Verspannung. Die V-förmigen, zweiteiligen Tragflächen sind stark gestaffelt angeordnet und mit N-Stielen miteinander verbunden. Der Oberflügel beinhaltet die Kraftstofftanks und ist durch den Spannturm an den Rumpf angeschlossen, der Unterflügel besitzt Anschlüsse an die Rumpfunterkante und Verstrebungen zum Schwimmwerk. Alle Flügel bestehen aus einem Holzgerüst mit Sperrholzrippen, zwei Kastenholmen mit Sprucegurten und Sperrholzstegen und Innenverspannung mit Stahlrohrfachwerk. Die Bespannung ist mit Stoff ausgeführt; einzig die Flügelvorderkanten sind mit Sperrholz beplankt.
Leitwerk
Sämtliche Flossen und Ruder werden aus mit Stoff bespannten Gerüsten aus Stahlrohr gebildet. Die Höhenflosse ist zum Rumpf hin mit I-Stielen abgestützt, die Seitenflosse ist freistehend. Alle Flügel verfügen über Querruder, obere und untere Querruder sind je Seite mit Stoßstangen miteinander verbunden. Die Ruder sind nicht ausgeglichen. 
Schwimmwerk
Die HD 30 besitzt zwei parallel zueinander angeordnete einstufige Schwimmer, die im vorderen Bereich flachbödig und im hinteren stark gekielt sind. Sie bestehen aus Holzspanten mit Dural- oder Hydronaliumbeplankung und besitzen ein Volumen von je 1335 l.

## Technische Daten
| Kenngröße                                                         | Daten (HD 30a)                                                                            | Daten (HD 30 B)                                                                            |
| ----------------------------------------------------------------- | ----------------------------------------------------------------------------------------- | ------------------------------------------------------------------------------------------ |
| Besatzung                                                         | 2                                                                                         | 2                                                                                          |
| Spannweite                                                        | oben 12,40 m unten 11,0 m                                                                 | oben 12,40 m unten 12,40 m                                                                 |
| Länge                                                             | 10,25 m                                                                                   | 10,38 m                                                                                    |
| Höhe                                                              | 4,45 m                                                                                    | 4,40 m                                                                                     |
| Flügelfläche                                                      | 46,89 m²                                                                                  | 44,70 m²                                                                                   |
| Leermasse                                                         | 1695 kg                                                                                   | 1733 kg                                                                                    |
| Zuladung                                                          | 787 kg                                                                                    | 796 kg                                                                                     |
| Startmasse                                                        | 2482 kg                                                                                   | 2529 kg                                                                                    |
| Antrieb                                                           | ein luftgekühlter Neunzylinder-Viertakt-Sternmotor mit starrer Zweiblatt-Holzluftschraube | ein luftgekühlter Neunzylinder-Viertakt-Sternmotor mit starrer Zweiblatt-Holzluftschraube  |
| Typ                                                               | Gnome et Rhône Jupiter VI 9 Ak                                                            | Siemens & Halske Jupiter VI 6,3u                                                           |
| Kraftstoff                                                        | 490 l in Oberflügel-Kraftstofftanks                                                       | 490 l in Oberflügel-Kraftstofftanks                                                        |
| Startleistung Kampf- und Steigleistung Nennleistung Dauerleistung | 520 PS (382 kW) 500 PS (368 kW) am Boden 475 PS (349 kW) am Boden 444 PS (327 kW)         | 530 PS (390 kW) 480 PS (353 kW) am Boden 450 PS (331 kW) am Boden 420 PS (309 kW) in 500 m |
| Höchstgeschwindigkeit                                             | 200 km/h                                                                                  | 211 km/h                                                                                   |
| Landegeschwindigkeit                                              | 90 km/h                                                                                   | 100 km/h                                                                                   |
| Steigzeit                                                         | 5,0 min auf 1000 m 11,0 min auf 2000 m                                                    | 4,2 min auf 1000 m 9,4 min auf 2000 m                                                      |
| Gipfelhöhe                                                        | 4500 m                                                                                    | 4650 m                                                                                     |
| Flugdauer                                                         | 3,0 h                                                                                     | 5,0 h                                                                                      |
| Aktionsradius                                                     | 590 km                                                                                    | 700 km                                                                                     |
| Bewaffnung (vorgesehen)                                           | ein starres und zwei bewegliche MG                                                        | ein starres und zwei bewegliche MG                                                         |